# 瓦氏舌鰨
瓦氏舌鰨為輻鰭魚綱鰈形目鰨亞目舌鰨科的其中一種，為熱帶淡水魚，分布於亞洲蘇門答臘及婆羅洲淡水流域，體長可達8.3公分，棲息在底層水域，生活習性不明。

## 扩展阅读
維基物種上的相關：瓦氏舌鰨